# Olszewo (gromada w powiecie siemiatyckim)
Olszewo – dawna gromada, czyli najmniejsza jednostka podziału terytorialnego Polskiej Rzeczypospolitej Ludowej w latach 1954–1972.
Gromady, z gromadzkimi radami narodowymi (GRN) jako organami władzy najniższego stopnia na wsi, funkcjonowały od reformy reorganizującej administrację wiejską przeprowadzonej jesienią 1954 do momentu ich zniesienia z dniem 1 stycznia 1973, tym samym wypierając organizację gminną w latach 1954–1972.
Gromadę Olszewo z siedzibą GRN w Olszewie utworzono – jako jedną z 8759 gromad – w powiecie siemiatyckim w woj. białostockim, na mocy uchwały nr 21/V WRN w Białymstoku z dnia 4 października 1954. W skład jednostki weszły obszary dotychczasowych gromad Żale, Bogusze Litewka i Bogusze Stare ze zniesionej gminy Grodzisk, obszar dotychczasowej gromady Twarogi Wypychy ze zniesionej gminy Perlejewo oraz obszary dotychczasowych gromad Żery i Moczydły ze zniesionej gminy Pobikry w tymże powiecie. Dla gromady ustalono 12 członków gromadzkiej rady narodowej.
31 grudnia 1959 gromadę Olszewo zniesiono, włączając jej obszar do gromad Perlejewo (wsie Olszewo, Twarogi-Wypychy i Twarogi-Mazury), Grodzisk (wsie Kosianka Stara, Bogusze-Litewka, Bogusze Stare i Żale) i Pobikry (wsie Moczydły Stare, Moczydły-Kukiełki, Moczydły-Pszczółki, Moczydły-Dubiny, Żery Bystre, Żery-Czubiki i Żery-Pilaki).